# Gosudar-imperátor

Standarta všeruského imperátora v letech 1858–1917

Gosudar-imperátor (rusky государь император) či všeruský imperátor (rusky Император Всероссийский), tedy Imperátor všech Rusů, je oficiální označení nebo oslovení ruského cara používané mezi léty 1721–1917.

## Historie
Výraz vznikl v době panování Petra I. Velikého spojením staršího ruského titulu pro panovníka gosudar (rusky государь - "vládce") a západního (původně římského) panovnického titulu imperátora (rusky император, což je překládáno též jako císař) . Slovo gosudar mělo původně význam pána, vládce, ve smyslu majitele všeho živého a neživého, a pravděpodobně ve středověku (ve 14. století) bylo přeneseno na pojmenování ruských vladařů. 
Titul imperátora začali ruští carové postupně užívat po vyhlášení Ruska říší v roce 1721.
Oficiální zkrácené oslovení či označení ruského cara bylo v 18. a 19. století vždy následující: „Jeho Imperátorské Veličenstvo gosudar imperátor“ (rusky Его императорское Величество Государь Император).

## Car
Tento titul je také někdy uváděn jako car gosudar. A méně oficiálně, ale v mnoha případech se u tohoto titulu vypouští slovo gosudar. Ale slovo car Царь (pro vládce Ruska s velkou iniciálou) nebylo nikdy v říšské oficiální titulatuře. Jde o tradiční, ale prakticky spíše lidové označení. V překladech (literatury, filmů, počítačových her) se "car" používá jako ruská obdoba titulu král".